# Vadim Pruzhanov

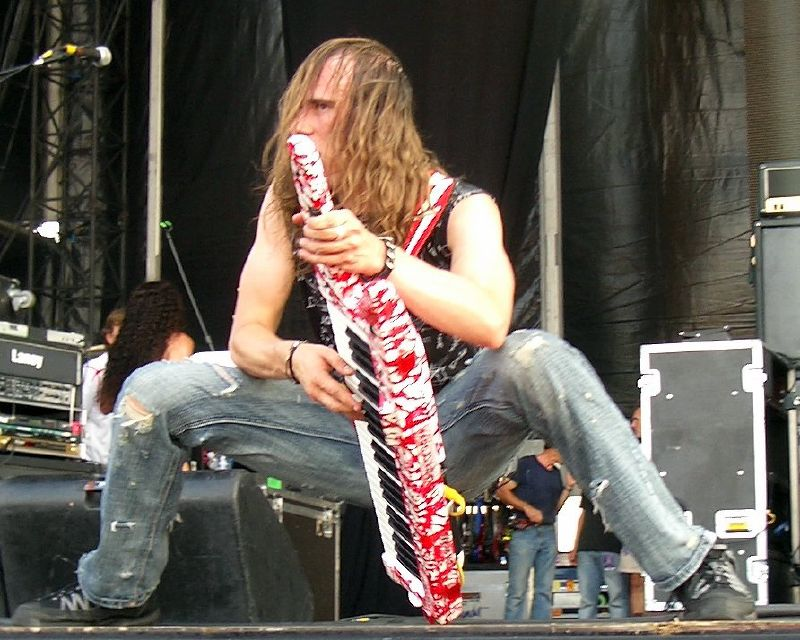
Vadim Pruzhanov, Ozzfest 2006.

Vadim Pruzhanov, född 18 juni 1982 i Ukrainska SSR i Sovjetunionen, är keyboardist åt det brittiska power metalbandet Dragonforce. Han är främst känd för de keyboardsolon han framför med Dragonforce, solona framförs med mycket hög hastighet med technoinspiration.
För att kunna få så bra rörlighet på scen som möjligt bytte han till en specialtillverkad Roland AX-7 Keytar keyboard. Han använder även en Theremin och en korg kaoss pad 3 för att få ytterligare effekter.

## Biografi
Pruzhanov föddes i Ukraina men flyttade snart till London. När han var 8 år började han spela piano. Han studerade på musikskola men hoppade av efter tre år på grund av att han tröttnade, därefter fortsatte han att lära sig själv. Det var då som han fattade tycke för rockmusik, och bestämde sig för att satsa på det. När han var 12 fick han en Yamaha PSS-51 keyboard och efter det har det bara rullat på.
Han spelar även gitarr.
- Wikimedia Commons har media som rör Vadim Pruzhanov.